# GENETICA
『GENETICA』（ジェネティカ）は、ELISAの5枚目のオリジナル・アルバム。2016年11月30日にSME Recordsから発売された。

## 概要
- オリジナル・アルバムとしては、前作『AS LIFE』から約2年5か月ぶりのリリース。デジタル配信以外に、CD+Blu-ray仕様の「初回生産限定盤」(SECL-2103/4)、CDのみの「通常盤」(SECL-2105)の2形態でパッケージ・リリースされた。
- タイトルの「GENETICA」とは、遺伝子という意味の「GENE」と、大陸という意味を持つ「CA」を掛け合わせた造語で、「ELISAというひとつの遺伝子を元に、ELISAという大陸をここで大きく広げて行きたい」という意味を込めて名付けられた[1]。

## 収録内容

### CD
1. prologue of GENETICA (Instrumental)
  - 作曲・編曲：前口渉
2. ex:tella
  - 作詞：KOTOKO、作曲：西木康智、編曲：前口渉
  - PlayStation 4/PlayStation Vita用ソフト「Fate/EXTELLA」主題歌
3. EONIAN -イオニアン-/ELISA connect EFP
  - 作詞：六ツ見純代、作曲：Mish-Mosh、編曲：前口渉
  - アニメ映画「楽園追放 -Expelled from Paradise-」主題歌
4. Dimensional Journey
  - 作詞・作曲・編曲：重永亮介
5. コントレイル
  - 作詞：em:óu、作曲：成本智美、編曲：渡辺拓也・住谷翔平
6. ORIGIN OF LOVE
  - 作詞：六ツ見純代、作曲：Mish-Mosh、編曲：前口渉
7. グラン・シャリオ
  - 作詞：黒須克彦・新井弘毅、作曲：黒須克彦、編曲：新井弘毅
8. Rain or Shine
  - 作詞：zopp、作曲：伊原シュウ・ツカダタカシゲ、編曲：前嶋康明
9. 優しい嘘
  - 作詞・作曲：ELISA、編曲：前口渉
10. the amber moon
  - 作詞：Satomi、作曲・編曲：Acky Lano
11. Ark
  - 作詞：zopp、作曲：南直博、編曲：大久保薫
12. ありがとう
  - 作詞・作曲：高橋美佳子（BB）、編曲：森空青（BB）
13. You Raise Me Up
  - 作詞：Brendan Graham、作曲：Rolf U.Lovland、編曲：前口渉
  - Bonus Track
14. Time to Say Goodbye
  - 作詞：Lucio Quarantotto、作曲：Francesco Sartorii、編曲：大久保薫
  - Bonus Track
15. EONIAN -English Ver.-/ELISA connect EFP
  - 作詞：Chika（日本語原詞：六ツ見純代）、作曲：Mish-Mosh、編曲：前口渉
  - Bonus Track

### Blu-ray
1. EONIAN -イオニアン- (Music Video)/ELISA connect EFP
2. 君をのせて (Music Video)
3. Rain or Shine (Music Video)
4. ex:tella (Music Video)
5. The Making of "ex:tella" Music Video
「ex:tella」のPVメイキング映像